# Lex Roscia
En Histoire du droit la Lex Roscia désigne une loi de la Rome antique introduite par le préteur Lucius Roscius Fabatus au nom de Jules César. Cette loi accorde la citoyenneté romaine aux populations de la Transpadane, la région de la Gaule cisalpine située au nord du Pô. En 89 av. J.-C., ces peuples avaient déjà obtenu des droits (en) avec la Lex Pompeia de Transpadanis (en).
Avec cette loi Jules César cherche à s'assurer le soutien de la population de Transpadane dans la perspective de la guerre civile contre Pompée. L'une des légions les plus fidèles de César était la Legio X Equestris qui était en grande partie recrutée parmi la population de la Gaule cisalpine. La région avait subi des décennies de romanisation depuis l'assujettissement des Insubriens en 222 av JC. À la suite de la Lex Roscia, les colonies romaines et latines (telles que Mediolanum et Ticinum) deviennent des municipes romaines. Cela donne une impulsion significative à l'urbanisation de cette région.